# Heinestraße (Wien)
Die Heinestraße ist eine Straße im 2. Wiener Gemeindebezirk, der Leopoldstadt. Sie verbindet den Praterstern über ihre Verlängerung, die Klanggasse, mit dem Augarten, einer historischen Parkanlage. Die Straßenseite mit ungeraden Hausnummern wird zum Volkertviertel gerechnet.
Die Straße wurde im 18. Jahrhundert unter Joseph II. als Verlängerung der Hauptallee angelegt, mit der die Straße eine schnurgerade historische Verbindung vom Augarten zum Lusthaus bzw. zum benachbarten Jägerhaus im unteren Prater bildet.
Die Heinestraße wurde 1919 nach dem deutschen Dichter, Schriftsteller und Journalisten Heinrich Heine (1797–1856) benannt; er gilt als „letzter Dichter der Romantik“ und zugleich als deren Überwinder. Er machte die Alltagssprache lyrikfähig, erhob das Feuilleton und den Reisebericht zur Kunstform und verlieh der deutschen Literatur zuvor nicht gekannte elegante Leichtigkeit. Als kritischer, politisch engagierter Journalist, Essayist, Satiriker und Polemiker war Heine ebenso bewundert wie gefürchtet. Die Benennung erfolgte kurz nach dem Ersten Weltkrieg, als das Rote Wien den demokratischen Anschluss Österreichs an das republikanische Deutschland erhoffte; eine Erwartung, die von den Siegern des Ersten Weltkriegs noch im gleichen Jahr ausgeschlossen wurde.
Die Straße hieß vorher Augarten-Allee (Praterplan 1825), Augarten-Alleestraße, Schavel-Allee und Kaiser-Joseph-Straße; 1938–1945 hieß sie Schönererstraße (nach Georg von Schönerer). Die Verkehrsfläche wurde großzügig angelegt und ist großteils zusätzlich zur Hauptfahrbahn mit Seitenfahrbahnen ausgestattet. In ihrem nordwestlichen Teil (Taborstraße bis Mühlfeldgasse) weist sie (derzeit im Linienverkehr nicht genützte) Straßenbahngleise auf, die bei Umleitungen benützt werden.
Zwischen Zirkusgasse und Kleiner Stadtgutgasse ist die Straße auf der geraden Seite (bei den Hausnummern 30 und 32) zwickelartig verbreitert; diese Fläche trägt den Namen Rabbiner-Friedmann-Platz.

## Blickachse
Vom Praterstern aus nordwestwärts gesehen, liegt die von Friedensreich Hundertwasser gestaltete Müllverbrennungsanlage Spittelau im 9. Bezirk exakt in der durch die Heinestraße gegebenen Blickachse.

## Gebäude
Am Haus Nr. 4 befindet sich eine Gedenktafel für Jura Soyfer, Schriftsteller und NS-Opfer; er hatte hier seine letzte Wohnung. Am Haus Nr. 27 erinnert eine Gedenktafel an die erfolgreiche Kernphysikerin Lise Meitner, die hier aufgewachsen ist. Ab Nr. 32 sind auf der geraden Seite die Gebäude Teil der von der Stadt Wien definierten baulichen Schutzzone Leopoldstadt.
An der Adresse Praterstern 1 / Heinestraße 41–43 befindet sich das auffälligste Gebäude, das „Hochhaus am Praterstern“, das 1953–1955 vom Verband Wiener Arbeiterheime errichtet wurde.
In der Straße selbst ist noch streng- und späthistoristischer Bestand (um 1870 bzw. 1890) vorhanden, die Fassaden sind aber zum Teil vereinfacht.
Das Haus Nr. 13 wurde 1912 von Viktor Klima erbaut, die Erker werden von neobarocken Balkonbrüstungen verbunden. Nr. 21 von Wilhelm Stiassny stammt aus dem Jahr 1874; markant ist das Säulenportal, das in einen Erker übergeht. Nr. 32 wurde 1874 vom Pensionsfonds der k. k. Nordbahn erbaut, es ist ein fünfzehnachsiges Großzinshaus mit betonter Mittelachse. Nr. 34 stammt aus dem Jahr 1891 und weist altdeutsche Gliederungselemente auf. Nr. 36 (mit Schmiedeeisenportal) wurde 1893 erbaut, Nr. 40 (mit secessionistischen Gliederungselementen) 1907.

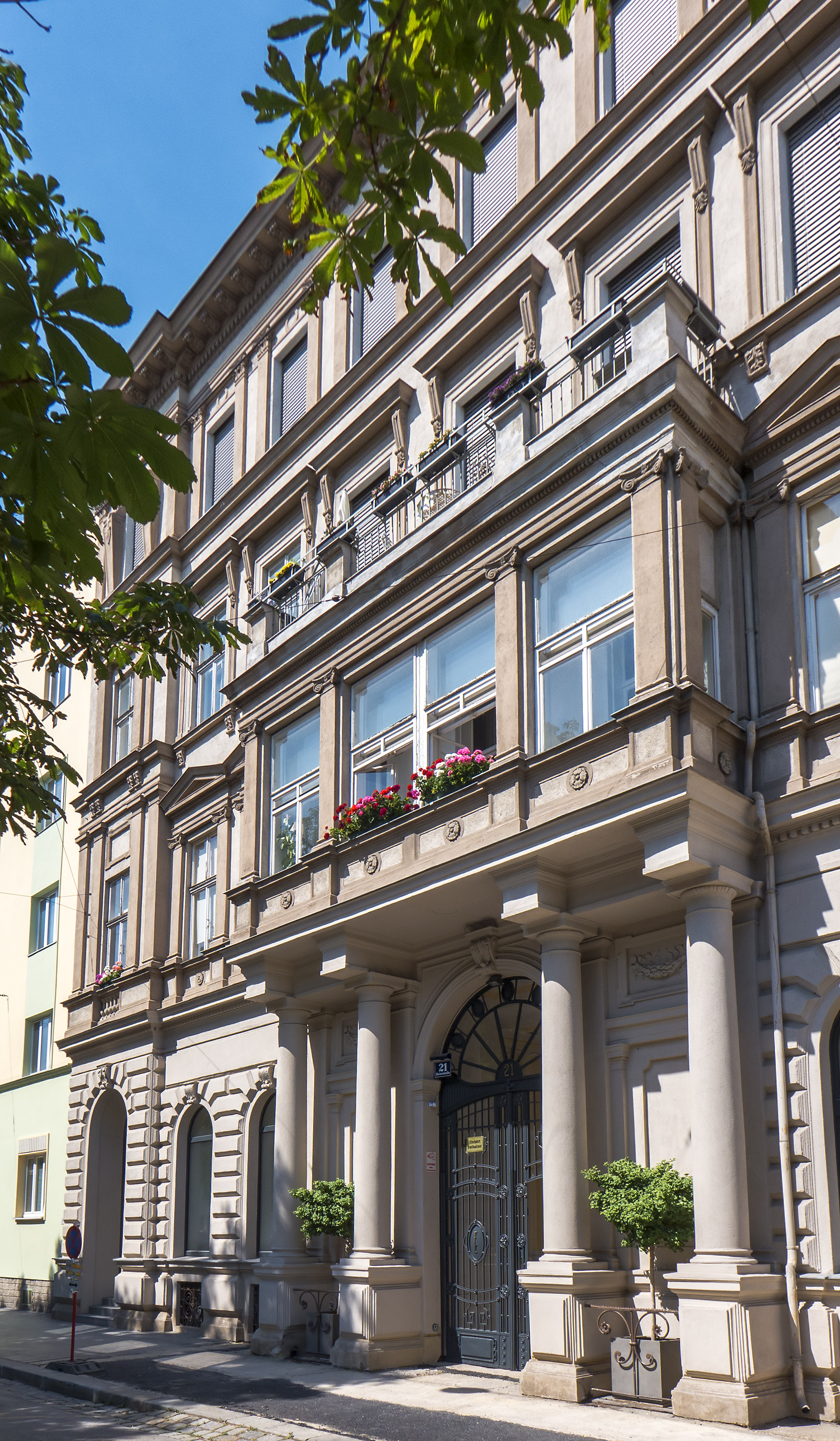
Nr. 21
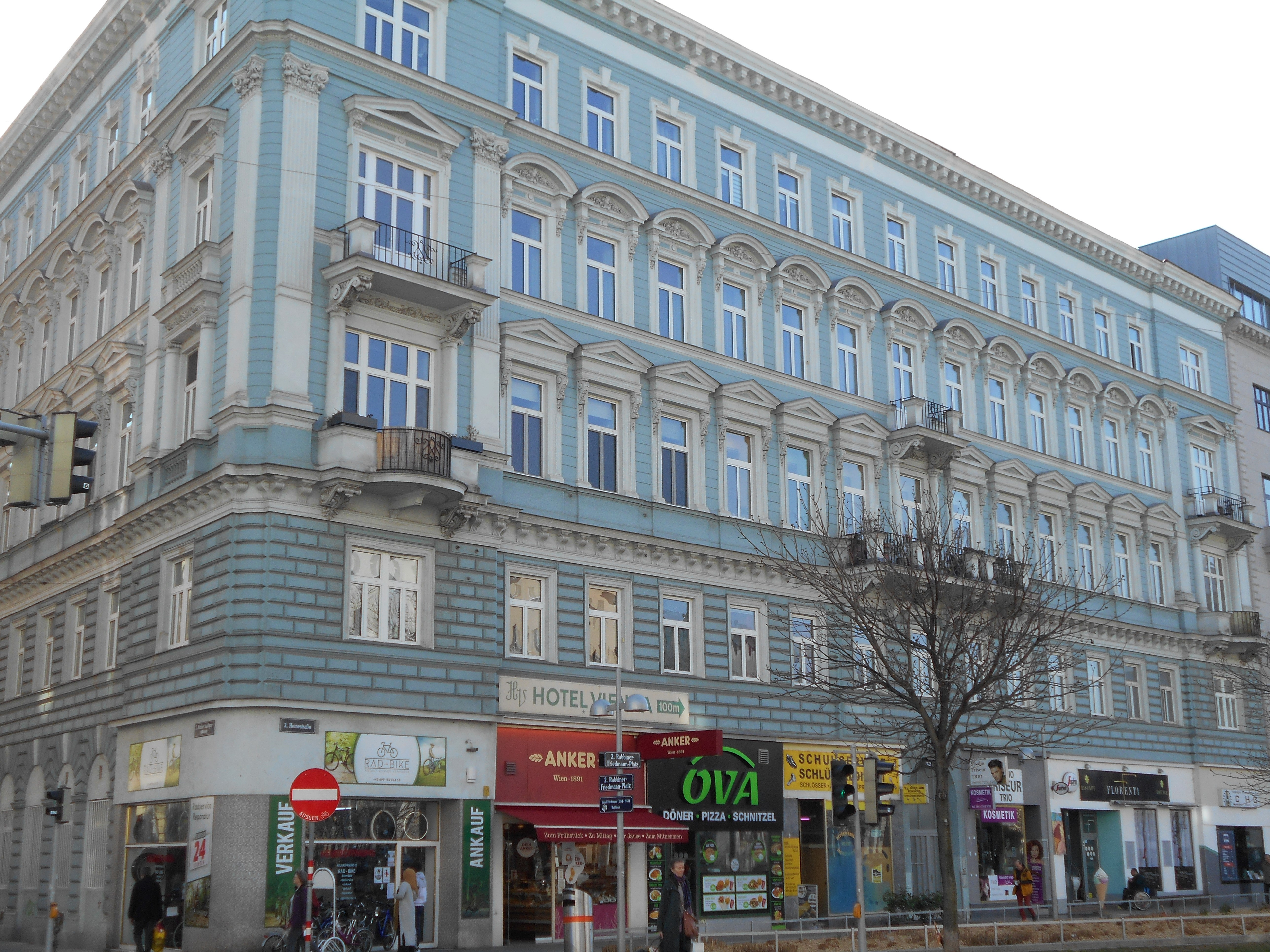
Nr. 32, Ecke Kleine Stadtgutgasse, mit dem Rabbiner-Friedmann-Platz im Vordergrund
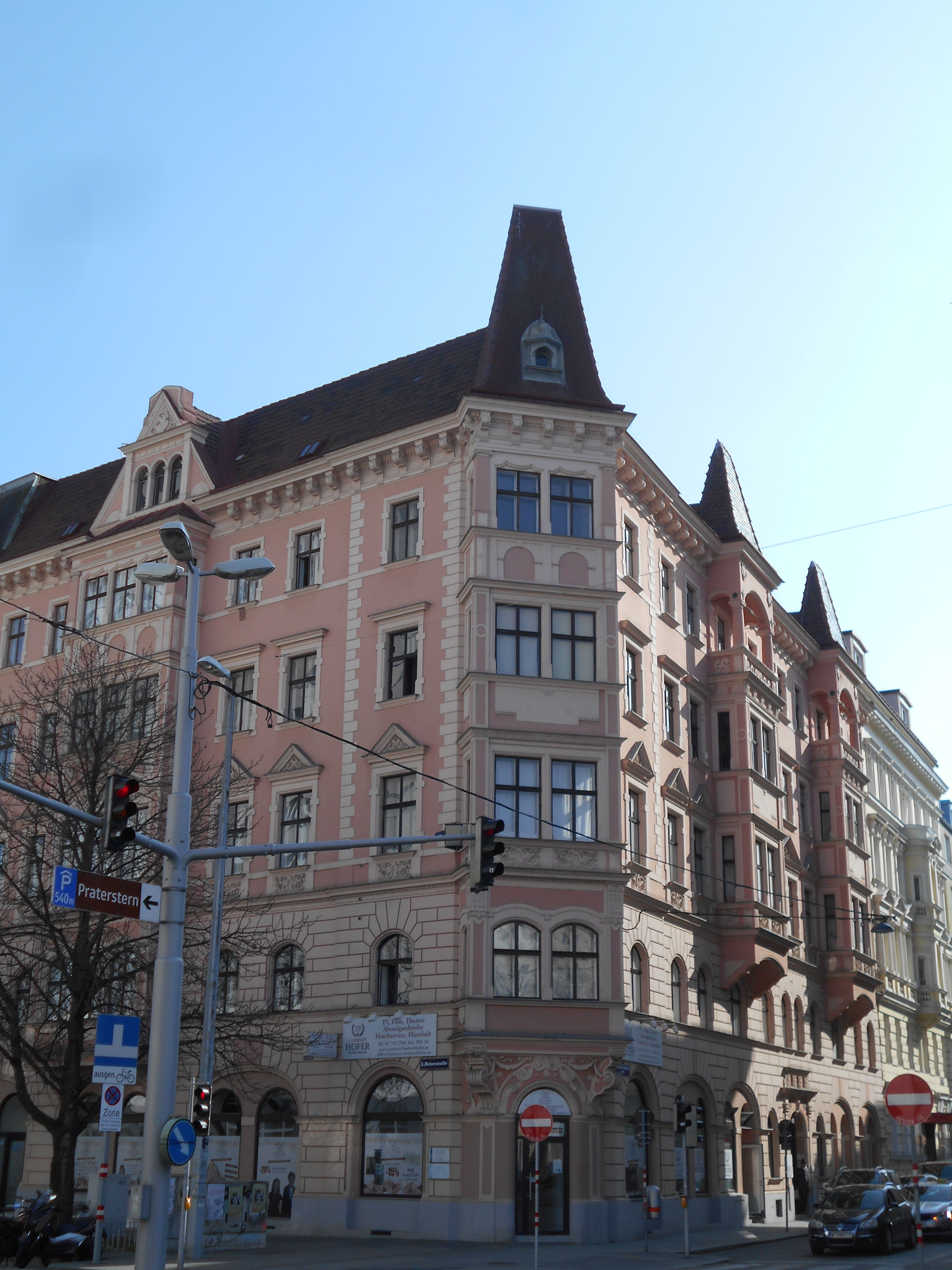
Nr. 34, Ecke Kleine Stadtgutgasse
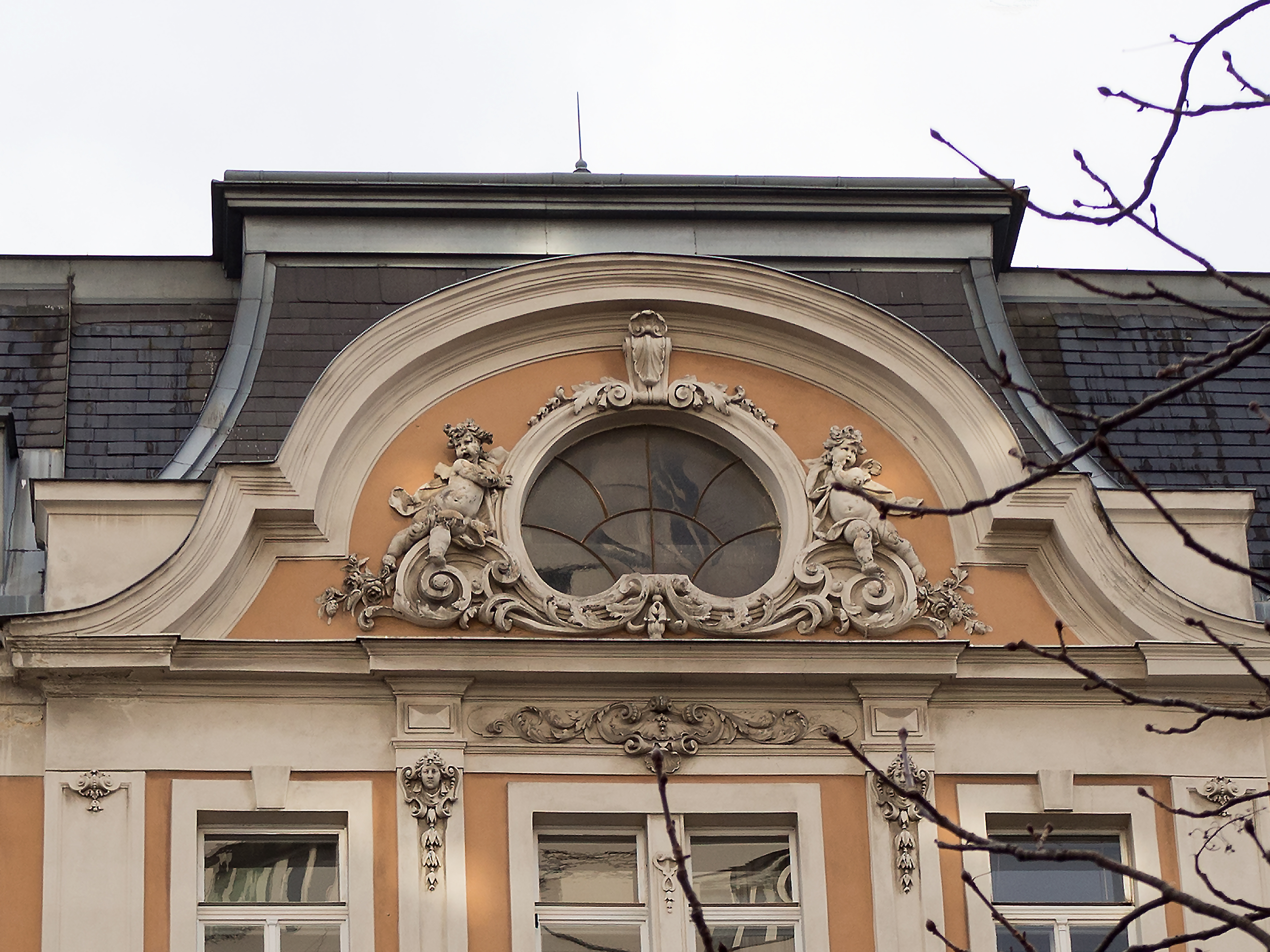
Detail von Nr. 36
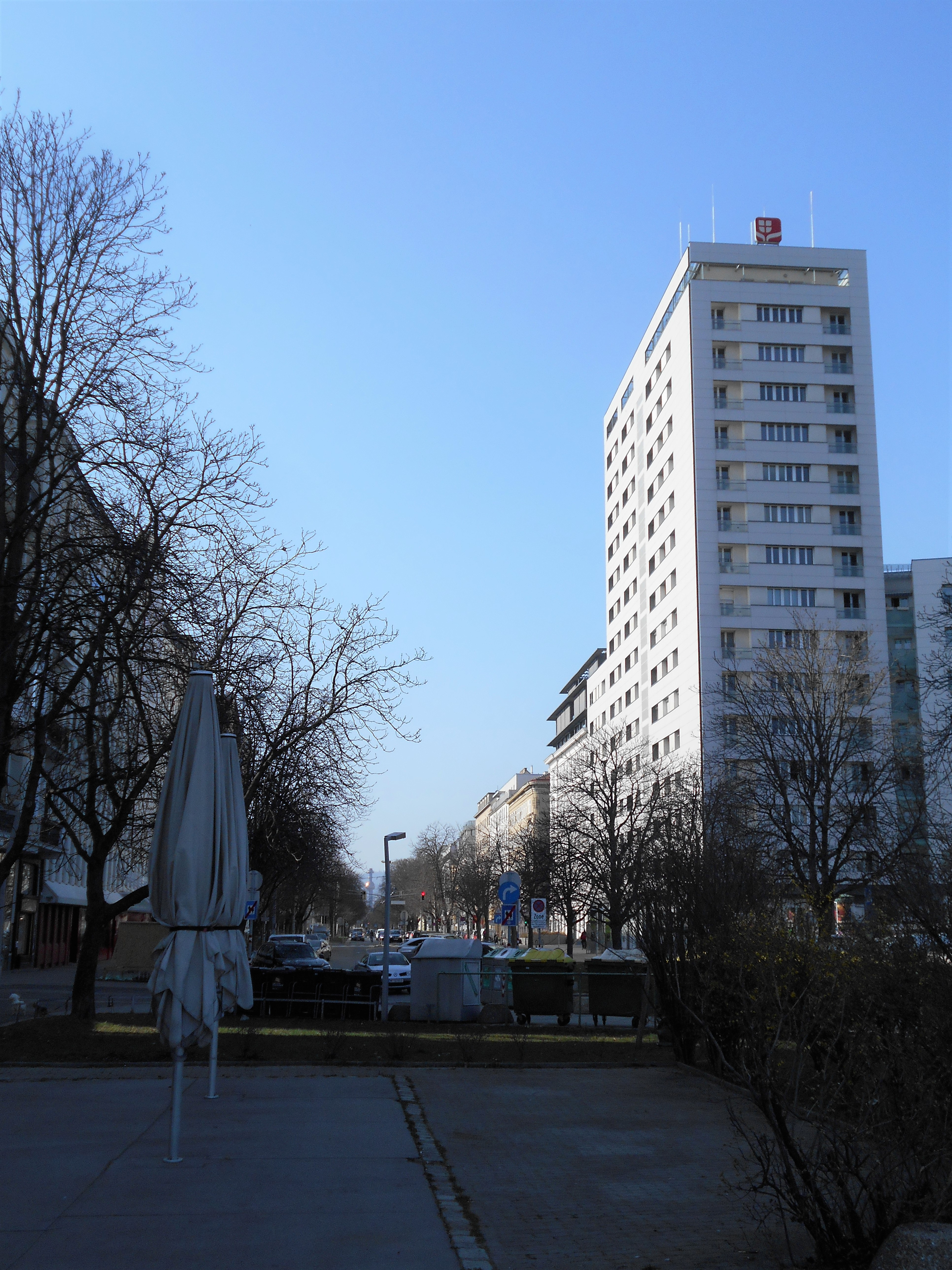
Ende der Straße beim Praterstern, rechts das Hochhaus, ganz hinten Spittelau